# Åre Station
Åre Station er en jernbanestation i Åre i Sverige. Den indviedes den 25. oktober 2006 og kostede 143 millioner svenske kroner at opføre. Stationen opførtes først og fremmest til VM i alpint skiløb i 2007, men også fordi Åre satser på udviklingen at gå fra et almindeligt vintersportssted til et sted for både vinter-og sommerarrangementer med internationalt tilsnit. Stationen er fire etager høj har et samlet areal på 10.500 kvadratmeter og indeholder ventesal, rejsecentrum, butikker og parkeringskælder samt kommunal virksomhed. Ved siden af Åre Station står den gamle stationsbygning, som i dag er byggnadsminne.
Åre Station ligger på jernbanestrækningen Mittbanan, som forbinder Östersund med Storlien og videre med Trondheim i Norge. Strækningen trafikeres af lokaltrafik og mellem disse af fjerntog fra Stockholm, Göteborg og Malmø i vintersæsonen.